# Austrodecus
Austrodecus är ett släkte av havsspindlar. Austrodecus ingår i familjen Austrodecidae.

## Dottertaxa tillAustrodecus, i alfabetisk ordning[1]
- Austrodecus aconae
- Austrodecus bathyale
- Austrodecus breviceps
- Austrodecus calcaricauda
- Austrodecus calvum
- Austrodecus cestum
- Austrodecus confusum
- Austrodecus conifer
- Austrodecus crenatum
- Austrodecus curtipes
- Austrodecus elegans
- Austrodecus enzoi
- Austrodecus excelsum
- Austrodecus fagei
- Austrodecus frigorifugum
- Austrodecus fryi
- Austrodecus glabrum
- Austrodecus glaciale
- Austrodecus gordonae
- Austrodecus goughense
- Austrodecus kelpi
- Austrodecus latum
- Austrodecus longispinum
- Austrodecus macrum
- Austrodecus minutum
- Austrodecus oblongus
- Austrodecus oferrecans
- Austrodecus palauense
- Austrodecus pentamerum
- Austrodecus profundum
- Austrodecus pushkini
- Austrodecus serratum
- Austrodecus simulans
- Austrodecus sinuatum
- Austrodecus staplesi
- Austrodecus stocki
- Austrodecus tristanense
- Austrodecus tuberculatum
- Austrodecus tubiferum
- Austrodecus valvidens
- Austrodecus varan